# Wilhelm Friedrich Gmelin
Wilhelm Friedrich Gmelin (født 1760, død 1820) var en tysk kobberstikker af slægten Gmelin.
Af hans med rette højt ansete dekorative blade er de mest kendte de store landskaber, han med forståelse og omhu stak efter Claude Lorrain og Nicolas Poussin samt efter sine egne tegninger.